# Kazuo Hasegawa
Kazuo Hasegawa  (長谷川 一夫?, Hasegawa Kazuo), pseudonimo di Chōjirō Hayashi (林 長二郎?, Hayashi Chōjirō), (Kyoto, 27 febbraio 1908 – Tokyo, 6 aprile 1984) è stato un attore giapponese.

## Biografia
Dopo aver esordito giovanissimo nel teatro Kabuki, entrò a far parte del mondo cinematografico divenendo uno degli attori preferiti dai registi Teinosuke Kinugasa e Minoru Inuzuka, grazie al quale partecipò alla realizzazione di una serie di film muti, a cominciare da Chigo no Kempo (1927), riscuotendo un grande consenso di critica e di pubblico, anche grazie ad una efficace campagna promozionale.

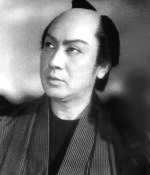
Kazuo Hasegawa nel ruolo di Zenigata Heiji del film omonimo (1951).

La popolarità di Hasegawa fu consolidata dall'uscita di ben altri tre film (Ojo Sankichi, Rangun e Oni azami) distribuiti nel giro di pochi mesi.
Nel 1937, a causa del suo successo, un suo ex datore di lavoro organizzò un agguato ai suoi danni, dal quale Hasegawa ne uscì sfigurato nel volto.
Viene ritenuto uno degli interpreti cinematografici giapponesi, in costume, più importanti e conosciuti del Novecento, sia per le sue doti artistiche e professionali sia per la sua raffinata attrattiva mascolina, per la quale fu accostato a Charles Boyer.
In Italia sono stati distribuiti, tra gli altri, La porta dell'inferno (1953) di Kinugasa e Gli amanti crocifissi (1954) di Kenji Mizoguchi.
Durante la sua carriera è apparso in duecentonovanta pellicole in un periodo compreso tra il 1927 e il 1963,
interpretando, soprattutto, il ruolo di eroe.
Verso la metà degli anni sessanta si ritirò dal mondo del cinema, per proseguire l'attività teatrale.

## Premi
- Premio Kikuchi Kan, 1957.
- Medaglia d'onore (Giappone), 1965.
- Ordine del Sacro Tesoro, 1978.
- People's Honour Award, 1984.